# مصرف‌کننده اخلاق‌مدار
مصرف‌کننده اخلاق‌مدار (انگلیسی: Ethical Consumer) یک شرکت تحقیقاتی و کمپین آگاهای‌رسانی غیراننتفاعی با مسئولیت محدود است. این انجمن اطلاعات مربوط به رفتارهای اجتماعی، اخلاقی و زیست‌محیطی شرکتها و موضوعات مربوط به اخلاق در مصرف و تجارت عادلانه را منتشر می‌کند. این رسانه در ۱۹۸۹ توسط راب هاریسون و جین ترنر تأسیس شد.

## تاریخچه
مصرف‌کننده اخلاق‌مدار در ۱۹۸۹ در هولم، منچستر، انگلستان تشکیل شد. بین سال‌های ۱۹۸۹ و ۲۰۰۹ این یک تعاونی کارگری بود، سپس در سال ۲۰۰۹ به یک تعاونی غیرانتفاعی چند سهامدار متشکل از اعضای کارگر و سرمایه‌گذار تبدیل شد. /اعضای مشترکین. جامعه ای صنعتی و آینده‌نگر است.

## کمپین
مصرف‌کننده اخلاق‌مدار کمپین‌هایی برای مصرف‌کنندگان به اجرا درآورد، از جمله تحریم کمپانی آمازون به دلیل اجتناب از پرداخت مالیات.

## کار مشاوره
مصرف‌کننده اخلاق‌مدار همچنین مشاوره، تحقیق و غربالگری‌های اخلاقی شرکت را انجام می‌دهد، در درجه اول برای سازمان‌های غیردولتی و مشتریان بخش سوم.

## از انتخاب تا سبک زندگی: چشم‌اندازی بر مصرف اخلاقی
گسترش مفاهیم مصرف اخلاق‌مدار
مصرف اخلاق‌مدار تنها محدود به انتخاب کالاها یا خدمات خاص نیست، بلکه می‌تواند به سبک زندگی فرد نیز گسترش یابد. این سبک زندگی شامل تصمیم‌گیری‌هایی است که اثرات مثبت اجتماعی، محیط‌زیستی و اقتصادی دارند. در این بخش به برخی از ابعاد گسترده‌تر این نوع مصرف اشاره می‌شود:
۱. اقتصاد دوری (Circular Economy)
یکی از رویکردهای نوین در راستای مصرف اخلاقی، اقتصاد دوری است. در این مدل، به جای تولید، مصرف و دور انداختن، سعی می‌شود کالاها و مواد دوباره استفاده، تعمیر، بازیافت یا به چرخه تولید بازگردانده شوند. مصرف‌کنندگان اخلاق‌مدار با انتخاب کالاهایی با عمر بالا، قابل تعمیر یا بازیافتی به این مدل کمک می‌کنند.
۲. حداقل‌گرایی (Minimalism)
بسیاری از مصرف‌کنندگان اخلاق‌مدار به سبک زندگی حداقل‌گرایانه روی آورده‌اند. این سبک زندگی بر پایه مصرف کمتر، دوری از تجمل‌گرایی و تمرکز بر نیازهای واقعی است. این رویکرد می‌تواند به کاهش مصرف بی‌رویه و در نتیجه، کاهش آلودگی و آسیب‌های زیست‌محیطی کمک کند.
۳. مسئولیت‌پذیری دیجیتال
در دنیای امروز، مصرف دیجیتال نیز باید اخلاقی باشد. مصرف‌کننده اخلاق‌مدار هنگام استفاده از فناوری‌ها و خدمات آنلاین، به حریم خصوصی، مصرف انرژی سرورها، و رفتار شرکت‌های فناوری توجه دارد. مثلاً استفاده از موتورهای جستجوی اخلاق‌مدار یا حمایت از پروژه‌های نرم‌افزار متن‌باز.
۴. آموزش و آگاهی‌رسانی
یکی از وظایف مهم مصرف‌کننده اخلاق‌مدار، گسترش آگاهی در میان سایر مصرف‌کنندگان است. این شامل اشتراک‌گذاری منابع، نقد برندهای غیرمسئول، و حمایت از کارزارهای آگاهی‌رسانی اجتماعی می‌شود.
۵. مسئولیت در سرمایه‌گذاری (Ethical Investment)
برخی مصرف‌کنندگان اخلاقی به جای تنها خرید مسئولانه، سرمایه‌گذاری‌های خود را نیز بر اساس اصول اخلاقی انجام می‌دهند. آن‌ها به شرکت‌هایی سرمایه می‌سپارند که معیارهای پایداری، عدالت اجتماعی و شفافیت را رعایت می‌کنند.